# Тайто (кандзі)

Варіант 1: дайто або отодо

Варіант 2: тайто

Тайто, дайто, або отодо (𱁬/) — японський ієрогліф кандзі, що належить до числа знаків кокудзі, тобто винайдених вже в Японії, а не запозичених з Китаю. Містить в собі 84 риски, а отже є найскладнішим серед ієрогліфів CJK, тобто китайських ієрогліфів і їх японських та корейських похідних узятих разом. Цей рідкісний ієрогліф графічно поєднує в собі елемент тай 䨺, що містить 36 рисок (потрійна 雲 «хмара») і означає «хмарний», з елементом tō 龘, що містить 48 рисок (потрійний 龍 «дракон»). Він означає «вигляд дракона під час польоту». Другим за складністю після нього йде китайський ієрогліф бян (𰻞/), що складається з 58 рисок, і якого винайшли для запису особливого різновиду китайської локшини під назвою Бянбян, яку виготовляють у Шеньсі.

## Будова
Обидві складові ієрогліфа тайто в свою чергу є складними ідеограмами, які створені за допомогою повторювання звичайних ієрогліфів, а саме 雲 «хмара» (складається з ключа «дощ» 雨 і фонетичної компоненти ун або юн 云) і ключа «дракон» 龍. Ієрогліф хмара 雲 може потроюватись, утворюючи ідеограму 䨺 «хмарний», а може почетверятись у 𩇔, що означає «захмарений». В свою чергу дракон 龍 може подвоюватись 龖 або потроюватись 龘, обидва з яких означають «вигляд дракона під час польоту», а також може почетверятись до 𪚥, що означає «балакучий».
Ієрогліф тайто, дайто або отодо буває у двох графічних варіантах (див. рисунки). Різниця між ними полягає в положенні першого елемента «дракон». У варіанті 1 (який можна прочитати як дайто або отото) перший дракон вписаний між другим і третім елементами «хмара», починаючи з 25-ї риски. У варіанті 2 (тайто) перший дракон записаний після третього елемента хмара, починаючи з 37-ї риски.